# Nande
I Nande o Yira sono una popolazione bantu dell'Africa centrale, stabilita nell'est della Repubblica Democratica del Congo e in particolare nella provincia del Kivu Nord, dove
costituiscono più del 60% della popolazione.
Sono suddivisi in 12 clan, ognuno dei quali è indipendente e governato dal proprio capofamiglia, chiamato anche "re", mentre non esiste un re supremo comune.
I Nande sono soprattutto agricoltori e allevatori di piccolo bestiame, anche se l'allevamento è una prerogativa solo di alcune famiglie numerose. Coltivano platani, tuberi e cereali come alimenti di base, e caffè, cacao, china e tè per l'esportazione. Altre attività sono la pesca nel vicino lago Edoardo e il commercio, storicamente incentrato sul sale estratto dal lago Katwe in Uganda.